# رشید بن الحسن
رشید بن الحسن (عربی: الأمير مولي رشيد بن الحسن؛ زاده ۲۰ ژوئن ۱۹۷۰) کوچکترین پسر حسن دوم و برادر حاکم کنونی مراکش، محمد ششم است.